# Fußcreme

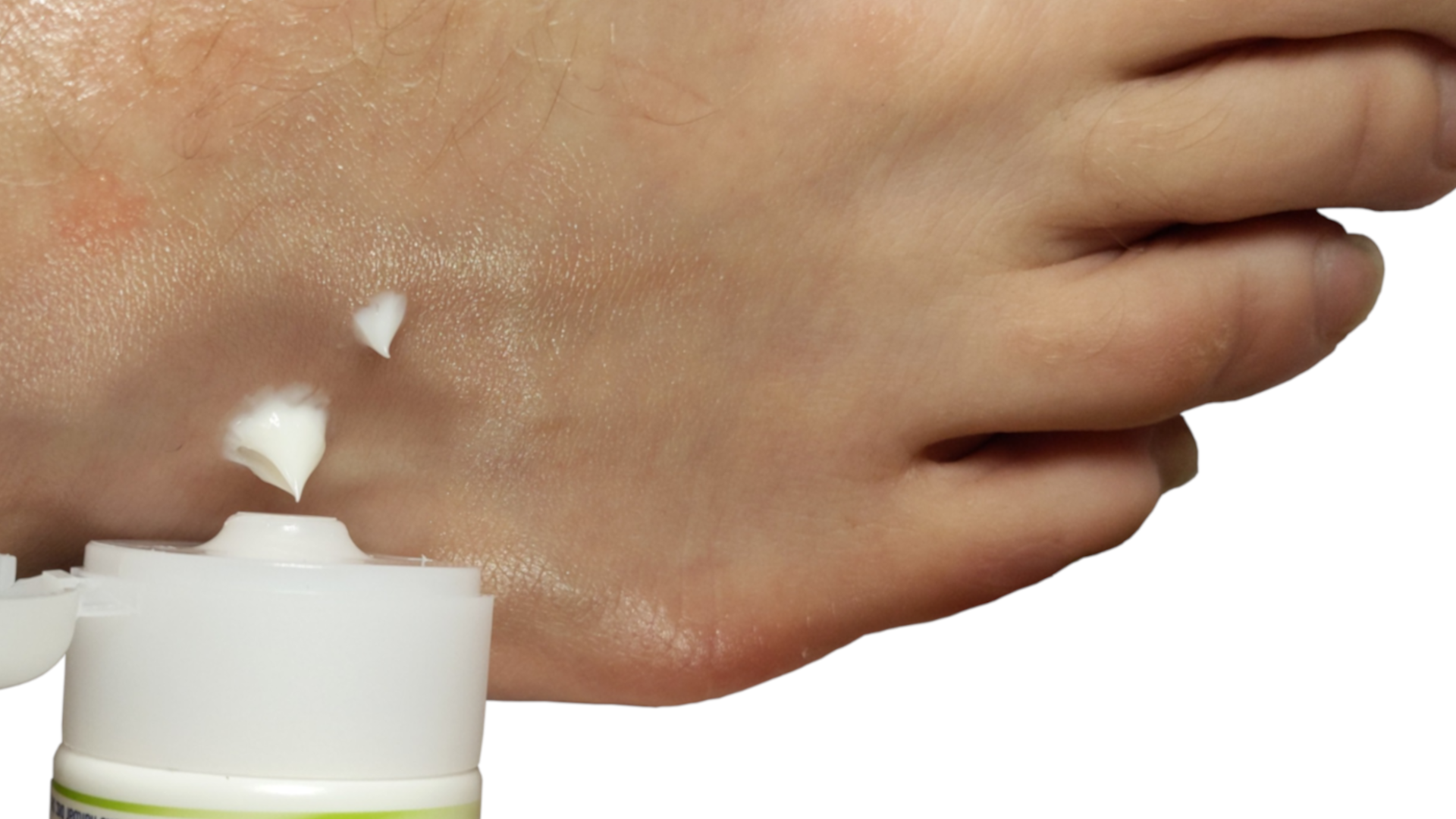
Fußcreme wird auf die Füße aufgetragen.

Fußcreme ist ein Hautpflegemittel zum Eincremen der Füße.

## Anwendung
Nach dem Waschen werden die Füße mit der Fußcreme eingerieben. Die Zehenzwischenräume sollten dabei nicht eingecremt werden.

## Inhaltsstoffe
Fußcremes sind meistens wasserhaltige Emulsionen, die je nach der gewünschten Wirkung Zusätze enthalten. Z. B. kann Rosskastanienextrakt enthalten sein, wodurch die Durchblutung in den Füßen gefördert wird.

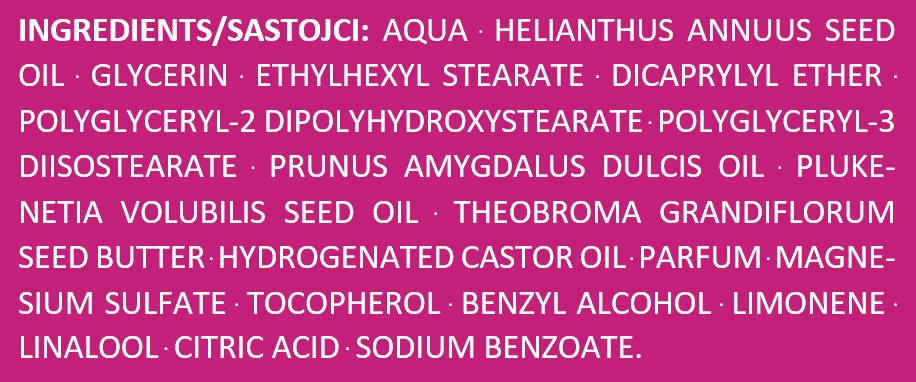
INCI-konforme Angabe der Inhaltsstoffe einer Fußcreme.